# Genfer Hochschulinstitut für internationale Studien
Das Genfer Hochschulinstitut für internationale Studien (IUHEI oder HEI) war ein Institut für Studien der internationalen Beziehungen in Genf. Der französische Name des Instituts lautete Institut universitaire de hautes études internationales. 2008 wurde das HEI zusammen mit dem Hochschulinstitut für Entwicklung (IUED) durch das Hochschulinstitut für internationale Studien und Entwicklung (IHEID) abgelöst.
Das HEI war ein autonomes Institut der Universität Genf und befand sich in der Villa Barton am Genfersee. Es  entstand in den 1930er Jahren getragen durch die Rockefeller-Stiftung als ein Zentrum der später so bezeichneten Neoliberalen. Gründer und erster Leiter des Instituts war William Rappard.

## Persönlichkeiten

### Dozenten
- Saul Friedländer (* 1932), Historiker
- Michael A. Heilperin, ausserordentlicher Professor von 1935 bis 1938
- Georges Kaeckenbeeck (1892–1973), Jurist, von 1937 bis 1939
- Hans Kelsen (1881–1973), lehrte internationales Recht von 1934 bis 1940
- Theodor Meron (* 1930), lehrte internationales Recht von 1991 bis 1995
- Ludwig von Mises (1881–1973), Professor für internationale, ökonomische Beziehungen von 1934 bis 1940
- Wilhelm Röpke (1899–1966), Professor für internationale Ökonomie von 1937 bis 1966
- Emanuel Treu (1915–1976), österreichischer Diplomat, Gastprofessor

### Absolventen
(Auswahl)
- Kofi Annan (1938–2018), 7. Generalsekretär der Vereinten Nationen von 1997 bis 2006
- Sibusiso Bengu (1934–2024), südafrikanischer Hochschullehrer, Vice-Chancellor der Universität Fort Hare und Bildungsminister (1994–1999) im Kabinett Mandela
- Micheline Calmy-Rey (* 1945), Bundesrätin von 2002 bis 2011
- Andrew Cordier (1901–1975), UNO-Beamter
- Rudiger Dornbusch (1942–2002), deutsch-US-amerikanischer Ökonom und langjähriger Professor am MIT
- Arthur Dunkel (1932–2005), Schweizer Ökonom und Generaldirektor des GATT von 1980 bis 1993
- Philipp Hildebrand (* 1963), Präsident der Schweizerischen Nationalbank von 2010 bis 2012
- Sandra Kalniete (* 1952), lettische Aussenministerin von 2002 bis 2004 und kurzzeitig EU-Kommissarin im Jahre 2004
- Beat Kappeler (* 1946), Schweizer Sozialwissenschaftler und Publizist
- Jakob Kellenberger (* 1944), Schweizer Diplomat und von 2000 bis 2012 Präsident des IKRK
- Anne Namakau Mutelo, namibische Diplomatin
- Michael Reiterer (* 1954), Botschafter der Europäischen Kommission in Bern von 2007 bis 2011
- Jean-Pierre Roth (* 1946), Präsident der Schweizerischen Nationalbank von 2001 bis 2009
- Illa Salifou (* 1932), nigrischer Diplomat
- Hernando de Soto (* 1941), peruanischer Ökonom und Präsident des Instituto de Libertad y Democracia (ILD)
- Emanuel Treu (1915–1976), österreichischer Diplomat, ständiger Vertreter Österreichs beim Europäischen Büro der Vereinten Nationen in Genf (von 1960 bis 1966), Direktor der Diplomatischen Akademie in Wien